# Garsias Quadros
Garsias Quadros (ur. XV wieku w Sewilli, zm. 20 kwietnia 1518 w Krakowie) – hiszpański prawnik, absolwent Uniwersytetu w Bolonii, wykładowca tego uniwersytetu i Akademii Krakowskiej, sekretarz biskupa Erazma Ciołka i dyplomata w służbie Zygmunta I Starego.

## Życiorys
Pochodził z Sewilli. Ukończył studia i uzyskał tytuł doktora obojga praw na Uniwersytecie w Bolonii. W semestrze zimowym 1502/1503 wykładał tam w pomocniczej katedrze prawa rzymskiego. Do Polski przybył za namową biskupa Erazma Ciołka w 1505 r. i służył mu jako sekretarz, choć jednocześnie prowadził działalność dyplomatyczną na rzecz króla Zygmunta I oraz wykłady uniwersyteckie w Krakowie jako profesor prawa kanonicznego. Był autorem kilku dzieł prawniczych, m.in. podręcznika Breviarium iuris utriusque (1512 r.) i być może Lectura super titulo de regulis iuris Libro Sexto (autorstwo sporne), komentarza do reguł prawnych z Liber Sextus Bonifacego VII i Lectura super arboribus consanguineitatis et affinitatis nec non cognitionis spiriualis et legalis. Jego najwybitniejszym dziełem był traktat De crimine laese maiestatis (1506–1510), w którym forsował silną władzę króla i jej ochronę na gruncie prawa karnego. Wszedł m.in. w skład delegacji prawników na zjazd w Poznaniu w 1510 r., na którym w obecności delegatów cesarskich i króla węgierskiego Władysława były prowadzone rozmowy w sprawie hołdu lennego mistrza krzyżackiego, a także w rokowaniach dotyczących tego tematu na sejmie piotrkowskim.
Zmarł na febrę 20 kwietnia 1518 r. w Krakowie.